# Platyrrhinus lineatus
Platyrrhinus lineatus é uma espécie de morcego da família Phyllostomidae, conhecido também como morcego-de-linha-branca.
É um morcego de tamanha médio, sua coloração varia de pardo ou cinza escuro, marrom-chocolate e pardo claro na região dorsal, já na região ventral é pardo acinzentado. Os P. lineatus apresentam em seu dorso uma linha branca longitudinal que vai da parte posterior da cabeça até a base da membrana interfemural ou uropatágio, membrana que liga as patas posteriores dos morcegos. Na cabeça, há quatro listras brancas, onde duas delas são paralelas na frente da base da folha nasal até a parte posterior lateral das orelhas, e as outras duas listras brancas na face, paralelas entre os olhos.
Os P. lineatus possuem, como todo morcego, a capacidade de voar, isto é voo autônomo e manobrável, sendo uma característica única entre os mamíferos. Apresentam os membros anteriores adaptados como asas. O polegar é o único dedo que fica livre, os demais dedos e respectivos metacarpos dão suporte à membrana que forma a superfície da asa.
Espécie endêmica da América do Sul, possui uma ampla distribuição pelo continente entre os países Sul-americanos, como: Colômbia, Peru, Equador, Guiana Francesa, Suriname, Bolívia, Venezuela,Brasil, Uruguai, Paraguai e Argentina. Pode ser encontrado tanto em ambientes úmidos como em ambientes mais secos. Comum nas florestas e se alimenta de insetos, folhas, frutos e néctar. Abriga-se normalmente em grutas e sob a folhagem das árvores frondosas.

## Ecologia e comportamento

### Dieta
Este quiróptero tem uma dieta bem diversa, predominando uma alimentação frugívora, ou seja, baseada da ingestão de frutos, possuem uma preferência por frutos do gênero Cecropia, por Ficus citrifolia, por Ficus insipida e Cecropia pachystachya  além de plantas da família Solanaceae, sendo a maioria pioneira, propiciando o início de processos sucessionais de uma formação florestal, classificados como vegetação primária e secundária. Também consome insetos, néctar, folhas e pólen.

### Importância para o ecossistema
Os P. lineatus  possuem uma dieta alimentar composta principalmente de frutos, são frugívoros. Por conta de sua dieta, torna-se muito importante para o bom funcionamento de todo ecossistema. Os P. lineatus quando se alimentam de frutos, deixam as sementes intactas, isso contribuí substancialmente para a estrutura e dinâmica dos ecossistemas, pois auxilia na perpetuação de muitas espécies de plantas, atuando como polinizadores e dispersantes de sementes, possibilitando o processo de regeneração e sucessão secundária na formação de florestas, incluindo muitas espécies de plantas pioneiras. Entre todos os mamíferos, os morcegos se destacam entre os dispersores que mais contribuem com a manutenção e perpetuação das florestas com uma variedade enorme de plantas que, quase exclusivamente, dependem dos morcegos frugívoros para espalhar suas sementes, dispersando centenas delas por noite e milhares em um período de frutificação das árvores. Os morcegos da família Phyllostomidae, como os P. lineatus possuem uma capacidade motora de carregar sementes por até 10 km do local em que se alimentou do fruto. Como também se alimentam de insetos, contribuem para o controle e prevenção de pragas agrícolas. Compreende-se a contribuição do P. lineatus para os processos ecológicos em que estão envolvidos, visto que o seu desaparecimento poderá causar um enorme desequilíbrio ambiental, resultando em maiores danos do que os causados pela sua proximidade com o homem.

### Reprodução
A época reprodutiva das fêmeas variam todo ano, com uma duração que varia entre 8 a 12 meses, gerando uma média de 10,6 meses.  A fêmea procria um filhote de cada vez, mas há eventualidade do nascimento de gêmeos. Esta espécie apresenta o reprodução considerada segmentada, poliestria bimodal, ou seja, possui a estação de acasalamento relativamente restrita, com dois picos de nascimentos durante a estação chuvosa. Nos biomas brasileiros Cerrado e Caatinga, que possuem respectivamente os climas predominantes tropical sazonal e semiárido, os P. lineatus fêmeas apresentam em cada época reprodutiva até dois ciclos reprodutivos, com fêmeas grávidas na época seca e os primeiros partos ocorrendo na época das chuvas. Na Mata Atlântica, bioma de floresta tropical-úmido, a época demonstra ser bem demarcada, com fêmeas grávidas perceptivelmente em agosto, setembro e outubro. A gestação nesta espécie dura de três a quatro meses, com a possibilidade de palpar o fetos a partir de 1 mês de gestação. A capacidade de produzir o leite como alimento para os filhotes ocorre quando há uma maior disponibilidade de recursos, pois essa atividade, denominada lactação, demanda elevados gastos energéticos.

### Comportamento
Os P. lineatus encontram-se abrigados normalmente em bromélias, folhas de palmeira, cavernas e fendas em rochas em grupos de seis até vinte indivíduos da mesma espécie formando haréns onde um macho acasala com mais de uma fêmea, enquanto cada fêmea acasala com apenas um macho durante toda sua vida.
A folha nasal desenvolvida e lanceolada proeminente toma parte importante no direcionamento dos ultrassons que são refletidos por superfícies do ambiente, a ecolocalização que indica a direção e a distância relativa dos objetos, dos insetos que caçam e para emitir avisos como acasalamento e agressão.

## Habitat e distribuição geográfica
- Esta espécie no Brasil ocorre em todos os biomas, habita florestas úmidas, matas ciliares, ambientes secos como florestas de serra e ambientes xeromórficos, afloramentos rochosos, áreas abertas e próximo a plantações.[17][6]  É a espécie do gênero mais comumente registrada nos levantamentos sobre a fauna em todos os biomas, exceto na Amazônia.[10]

- Espécie endêmica à América do Sul, possuindo uma ampla distribuição por todo o continente. Dentre os países em que o P. lineatus é encontrado, têm-se a Colômbia, o Peru, o Equador, a Guiana Francesa, o Suriname, a Bolívia, a Venezuela, o Brasil, o Uruguai e o Paraguai.[10][15] Esta espécie é rara na Argentina.[7]
- Utilizam como abrigo lugares escuros como grutas, cavernas, fendas em rochas, folhagem de árvores frondosas, repleto de folhas e ramos, possuem preferência por árvores como as palmeiras e as bromélias.[17]

## Família Phyllostomidae
Os morcegos desta família apresentam como característica marcante uma estrutura facial utilizada na emissão de ultrassons, a folha nasal, que é membranosa em forma de lança ou folha, na extremidade do focinho. É uma família muito numerosa, com mais de 90 espécies pelo território Sul-americano. São a família de mamíferos com a maior diversidade de hábitos alimentares, é um grupo muito versátil em explorar recursos alimentares, inter-relacionando-se com muitas espécies de animais e vegetais, contribuindo na dispersão de sementes de muitas plantas pioneiras, sendo cruciais para a dinâmica de florestas tropicais e controle de pragas.

### Origem e evolução
Permanece indefinida a ancestralidade dos morcegos pela dificuldade em associá-lo a outros quaisquer grupos de mamíferos, sugerindo uma origem muito mais antiga. Os P. lineatus possuem um esqueleto muito leve, delicado, pequeno e frágil, dessa maneira, é evidente a dificuldade de encontrar fósseis inteiros e completos desses morcegos. Além disso, o esqueleto de animais não se preserva bem nas florestas onde as condições não são favoráveis à fossilização, geralmente o que se encontra são apenas pequenos pedaços e dentes isolados. Foi encontrado em La Venta na Colômbia o fóssil mais antigo de Phyllostomidae com cerca de 16 milhões de anos.

## Etimologia
O Platyrrhinus lineatus também é conhecido como morcego-de-linha-branca ou morcego de nariz largo de linha branca. O termo Platyrrhinus origina-se do grego platys que significa plano e rhinus que significa nariz externo. Lineatus se origina do latim lineatus, linea, "marcado por linhas, com linhas, linha". Morcego no tupi-guarani recebe o nome andirá, guandira ou guandiruçu e em grego é verpertilio que se relaciona ao hábito de vida noturna.